# A szerencse forgandó (film, 2015)
A szerencse forgandó (eredeti cím: Mississippi Grind) 2015-ben bemutatott amerikai filmdráma, amelyet Anna Boden és Ryan Fleck írt és rendezett. A főbb szerepekben Ryan Reynolds, Ben Mendelsohn, Sienna Miller, Analeigh Tipton, Robin Weigert és Alfre Woodard látható. Miller ezért az alakításért egy kisebb díjat kapott a Harper's Bazaar újságtól, és „az év angol színésznője” lett 2015-ben.

## Rövid történet
Egy szerencsétlen és anyagi nehézségekkel küzdő férfi összeáll egy fiatalabb, karizmatikus pókerjátékossal, hogy megpróbáljon változtatni a szerencséjén. Elindulnak egy körútra, ahol az a céljuk, hogy visszanyerjék, amit elvesztettek.

## Cselekmény
Gerry (Ben Mendelsohn), szerencsejátékos és ingatlanügynök, egy kaszinóban találkozik Curtisszel (Ryan Reynolds), egy vándorló fiatalabb szerencsejátékossal az iowai Dubuque-ban. Curtis meghívja Gerryt egy italra; egy bárban órákkal később Gerry meglátja Curtist, és viszonozza a szívességet, ami egy átmulatott éjszakához vezet.
Egy sikertelen ingatlanbemutató után Gerry egy kutyapályára megy Curtisszel. Nagy fogadást tesznek és nyernek, amit Gerry eljátszik. Egy bárban részegen megpróbálnak 1000 dollárt feltenni egy biliárdjátékra, de kirúgják őket. Curtis elmagyarázza Gerrynek, hogy közeleg a „Machu Picchu ideje” - ezt a kifejezést akkor használja, amikor készül elhagyni a várost. A parkolóban Gerryt egy rablási kísérlet során leszúrják.
Gerry uzsorása, Sam megfenyegeti Gerryt, hogy fizesse ki a pénzt, amivel tartozik neki. Gerry összefut Curtisszel, aki szerencsejátékot ajánl neki a Mississippi folyón, ami egy New Orleans-i pókerpartiban csúcsosodik ki, ahova  25.000 dollár a belépő. A pókerpartit Curtis korábbi ismerőse, Tony Roundtree tartja. Curtis beleegyezik, és 2000 dollárt ad Gerrynek. Mielőtt útnak indulna, Gerry ellopja az aprópénzt az irodájából.
Megérkeznek St. Louisba, ahol Curtis újra találkozik Simone-nal (Sienna Miller), egy prostituálttal. Miután Gerry sikeresen pókerezik egy folyami hajós kaszinóban, ő és Curtis Simone-nal és prostituált társával, Vanessával töltik az éjszakát. Míg Gerry kötődik Vanessához, Simone emlékezteti Curtist, hogy őt már korábban is kihasználta egy szerencsejátékos, és továbbra sem hajlandó megszökni vele. Memphis-ben Gerry jól játszik Texas Hold 'em-ben, de mindent elveszít a végső „river” kártyán. Azt hazudja Curtisnek, hogy 7000 dollárt nyert, és azt kéri, hogy menjenek Little Rockba, hogy meglátogassa volt feleségét, Dorothyt és elhidegült lányát, Wendyt. Gerry rájön, hogy Wendy az iskolában van; Dorothy rajtakapja, hogy pénzt akar lopni, és megkéri, hogy távozzon.
Curtis és Gerry ellátogatnak egy kaszinóba Tunicában (Mississippi állam), ahol Curtis VIP-kártyáját visszautasítják; pénzt kérve Gerry-től, Curtis rájön, hogy hazudik. Curtis csalódottan provokálja az idegeneket a mosdóban, hogy bántalmazzák Gerryt, aki később bevallja, hogy problémái vannak a pénzzel, és hogy azt hiszi, Curtis a kabalája.
New Orleansba érve eladják Gerry kocsiját, és elmennek egy lóversenyre, ahol majdnem minden pénzüket elveszítik. Curtis egyenlően osztja el a pénzüket, és 100 dollárt ad Gerrynek a hazafelé szóló buszjegyre. De aztán begyűjti a nyereményét, 5000 dollárt, mivel egy másik lóra is fogadott. Gerrynek nem sikerül rábeszélnie magát a nagy tétekkel járó pókerjátszmára Curtis segítségével, mivel Tony nyilvánvalóan nem kedveli Curtist. Gerryt orrba vágják. Curtist egy kosárlabdameccs után megverik. Idegeneknek 100 dollárt ajánl fel a játékért, és arra számít, hogy kirabolják, amikor veszít, és azt mondja, hogy nincs pénze; meglepetésére csak elveszik a 100 dollárt. Curtis ezután meglátogatja édesanyját, Cherry-t, a kabaréművészt, és ott hagyja jelentős nyereményének nagy részét.
Egy kaszinóban Gerry az utolsó pénzét először egy nyerőgépen, majd a ruletten teszi fel, és nyer. Curtis megérkezik Gerry blackjack asztalához, és elveszíti maradék pénzét, de Gerry megosztja a zsetonjait. Nyereményük tovább nő, miközben kockajátékot játszanak, és Simone felhívja Curtist, aki szerelmet vall neki. Meggyőződve arról, hogy nem veszíthetnek, Gerry és Curtis felteszik az egész 285.000 dollárt.
Egy drága vacsora közben Gerry és Curtis megbeszélik terveiket, miután félmillió dollárt nyertek. Gerry ki akarja fizetni az adósságait, autót és fehér öltönyt akar venni, és valami szépet akar tenni a lányának.
Reggel Curtis rájön, hogy Gerry elment, és Curtisre hagyta a pénz felét egy cetlivel: „Itt az idő Machu Picchu”. Curtis flörtöl a szállodai alkalmazottal; amikor megkérdezik tőle, hogy megy-e valami különleges helyre, Curtis azt válaszolja: „Peruba”, és felajánlja, hogy magával viszi a lányt.
Az utolsó jelenetben Gerry visszavásárolja az autóját attól a kereskedőtől, akinek eladta, és azt mondja a férfinak, hogy „szerencséje volt”. Újra a saját autójában ülve bekapcsolja azt, és meghallja a szerencsejáték-tippek CD-t, amit a hifiben hagyott. Miközben a kazetta egy magabiztos játékos mondókáját írja le (hátradőlve, laza vállakkal), Gerry elszomorodik, miközben a szélvédőn egy amerikai zászló tükröződik fejjel lefelé.

## Szereplők
| Színész             | Szerep         | Magyar hang    |
| ------------------- | -------------- | -------------- |
| Ryan Reynolds       | Curtis Vaughn  | Szatory Dávid  |
| Ben Mendelsohn      | Gerry          | Csankó Zoltán  |
| Sienna Miller       | Simone         | Hámori Eszter  |
| Analeigh Tipton     | Vanessa        | Madarász Éva   |
| Alfre Woodard       | Sam            | Kocsis Mariann |
| Jayson Warner Smith | Clifford       |                |
| Robin Weigert       | Dorothy        |                |
| Marshall Chapman    | Cherry         |                |
| Jane McNeill        | Kate           |                |
| Indigo              | Dora           |                |
| James Toback        | Tony Roundtree |                |

## Fogadtatás
A film a kritikusok szerint erős közepesnek felel meg. Ezt példázza az IMDb-n  elért 6,4/10-es osztályzat, 22.368 szavazat alapján (2021-ben). A Metacritic oldalán 77/100, és 50-esnél rosszabb osztályzatot nem kapott senkitől sem a 27 kritikából.
Például:
New York Post 75/100
The Guardian 80/100
Variety 80/100
Rolling Stone 88/100

## Fordítás
- Ez a szócikk részben vagy egészben  a   Mississippi Grind című angol Wikipédia-szócikk fordításán alapul.  Az eredeti cikk szerkesztőit annak laptörténete sorolja fel. Ez a jelzés csupán a megfogalmazás eredetét és a szerzői jogokat jelzi, nem szolgál a cikkben szereplő információk forrásmegjelöléseként.